# Maerker Brandenburg
Maerker Brandenburg ist ein Online-Portal des Landes Brandenburg, um Ordnungsbehörden der Kommunen auf drohende oder bereits eingetretene Infrastrukturprobleme hinzuweisen.
Zu diesen Problemen können illegal abgelagerter Müll, defekte Straßenlaternen oder Schlaglöcher in den Straßen und die Bearbeitung dieser Probleme bei den zuständigen Verwaltungen zählen. Er steht aktuell den Bürgern in Brandenburg auf den Internetportalen ihrer jeweiligen Kommune zur kostenlosen Nutzung zur Verfügung. 
Seit 2014 gibt es eine App und seit Mai 2017 gibt eine zusätzliche Plattform MaerkerPlus.
Das Portal stand ab 2013 auch den Bürgern in Berlin zur Nutzung zur Verfügung. Maerker Berlin wurde jedoch 2015 abgeschaltet und durch „Ordnungsamt Online“ Berlin ersetzt.

## Ziel
Ziel des Bürgerservice ist es, die Zufriedenheit der Bürger mit der Kommune zu sichern, zu verbessern und den aktiven Dialog der Bürger mit ihrer Verwaltung zu fördern, rasche und zielgerichtete Informationen in Ordnungsangelegenheiten zu gewinnen und so eine schnelle Problemlösung zu ermöglichen und nicht zuletzt auch Informationen zur Optimierung der Verwaltungsabläufe in der Kommunalverwaltung zu gewinnen. Im September 2017 nehmen bereits über 100 Kommunen aus Brandenburg an Maerker teil. Rund 75.000 Bürgerhinweise sind seit der Eröffnung des Portals 2009 eingegangen und bearbeitet worden. Interessierte Kommunen können sich freiwillig an Maerker beteiligen. 2017 wurde die Maerker-Plattform um zwei weitere Bausteine unter der Bezeichnung MaerkerPlus erweitert.

## Aufbau
Zur Erhöhung der Akzeptanz des Bürgerservices legt jede beteiligte Kommunalverwaltung ein individuelles vom Bürgermeister unterzeichnetes Serviceversprechen im Internet ab. In einer Zeit von höchstens drei Werktagen sollen durch eine dafür einzurichtende örtliche Kontaktstelle (Redakteure) die eingehenden Bürgeranliegen an die zuständigen Stelle weitergeben, der Bearbeitungsstand zum Anliegen erfragt und in Maerker Information über die Problembehebung und deren Termin eingestellt werden.
Zu der Funktionalität von Maerker gehört neben der Eingabe des Standortes (Ort, Straße und Hausnummer) auch die Möglichkeit, ein Bild zum Problem hochzuladen. Eine Ampel informiert über den Status des jeweiligen Hinweises:
- Rot (eingetragen) bedeutet, der Hinweis ist in Maerker eingetragen, wurde aber noch nicht gesichtet. Wenn der Hinweis angenommen wurde, wird von der Fachverwaltung ein Sachstand eingeholt.
- Gelb (in Arbeit) bedeutet, dass Informationen zum Sachstand von der Fachverwaltung eingefügt wurden. Häufig liegt dann auch ein Termin vor.
- Grün (erledigt) bedeutet, dass der beschriebene Missstand bearbeitet und erledigt wurde.
- Gelb/Grün (abschließend bearbeitet) bedeutet, dass der Missstand durch die örtliche Verwaltung nicht beseitigt werden kann, da die Angelegenheit einen privaten Eigentümer betrifft, eine andere Verwaltung zuständig ist oder aber derzeit keine finanziellen Mittel zur Behebung zur Verfügung stehen. Der Hinweis wird in den entsprechenden Fällen an die zuständige Behörde oder an den privaten Eigentümer weitergeleitet. Sobald der Missstand behoben wird, erfolgt ein Umschalten auf Grün. Für die örtliche Verwaltung ist der Hinweis damit abschließend bearbeitet.

Auch Unternehmen und Verwaltungen sind Maerker beigetreten, um die Kommunen bei der Bearbeitung zu unterstützen. Wenn ein Bürgerhinweis sich auf ihre Zuständigkeit bezieht, wollen sie den Kommunen innerhalb von drei Werktagen eine Rückmeldung über den Bearbeitungsstand geben. Zu den Unterstützern zählen viele Landkreise, Landesbehörden, aber auch Unternehmen wie die Abfallwirtschaft Potsdam-Mittelmark (APM) oder die Deutsche Bahn.

## Auswertungen
In Potsdam gingen 2016 knapp 1370 Hinweise über beide Wege der Beschwerde-Plattform Maerker bei der Stadt ein. Knapp die Hälfte der Hinweise betraf den Verkehr (vom Zustand von Straßen bis zur Verkehrsführung). Ein weiteres gutes Viertel beschäftigte sich mit Müll- und Abfallproblemen. Insgesamt ist in Potsdam die Zahl der Meldungen in Vergleich zum Vorjahr gestiegen. Die durchschnittliche Bearbeitungszeit lag bei zehn Tagen.